# Saint-Germier (Górna Garonna)
Saint-Germier – miejscowość i gmina we Francji, w regionie Oksytania, w departamencie Górna Garonna.
Według danych na rok 1990 gminę zamieszkiwały 72 osoby, a gęstość zaludnienia wynosiła 19 osób/km² (wśród 3020 gmin regionu Midi-Pireneje Saint-Germier plasuje się na 991. miejscu pod względem liczby ludności, natomiast pod względem powierzchni na miejscu 1587.).